# Стад Жуль Дешазо
«Стад Жуль Дешазо» (фр. Stade Jules-Deschaseaux) — футбольний стадіон у місті Гавр, Франція. З 1971 по 2012 рік був домашнім стадіоном для клубу «Гавр». Був однією з арен чемпіонату світу з футболу 1938 року.

## Історія
Колишній міський стадіон Гавра, був відкритий 28 червня 1931 року, з 1957 року носить ім'я Жуля Десазо (Jules Deschaseaux, 1872—1957), муніципального радника від Гавра, який опікувався спортом.
Стадіон був однією із арен чемпіонату світу з футболу в 1938 року і 5 червня о 18:30 тут відбувся матч першого Чехословаччина-Нідерланди (3:0 д.ч.). ФІФА зазначало, що матч пройшов на «Стад Каве Верт», але численні фото- та відеоархіви підтверджують, що гра відбулась саме на «Стад Жуль Дешазо», який тоді називався муніципальним стадіоном.

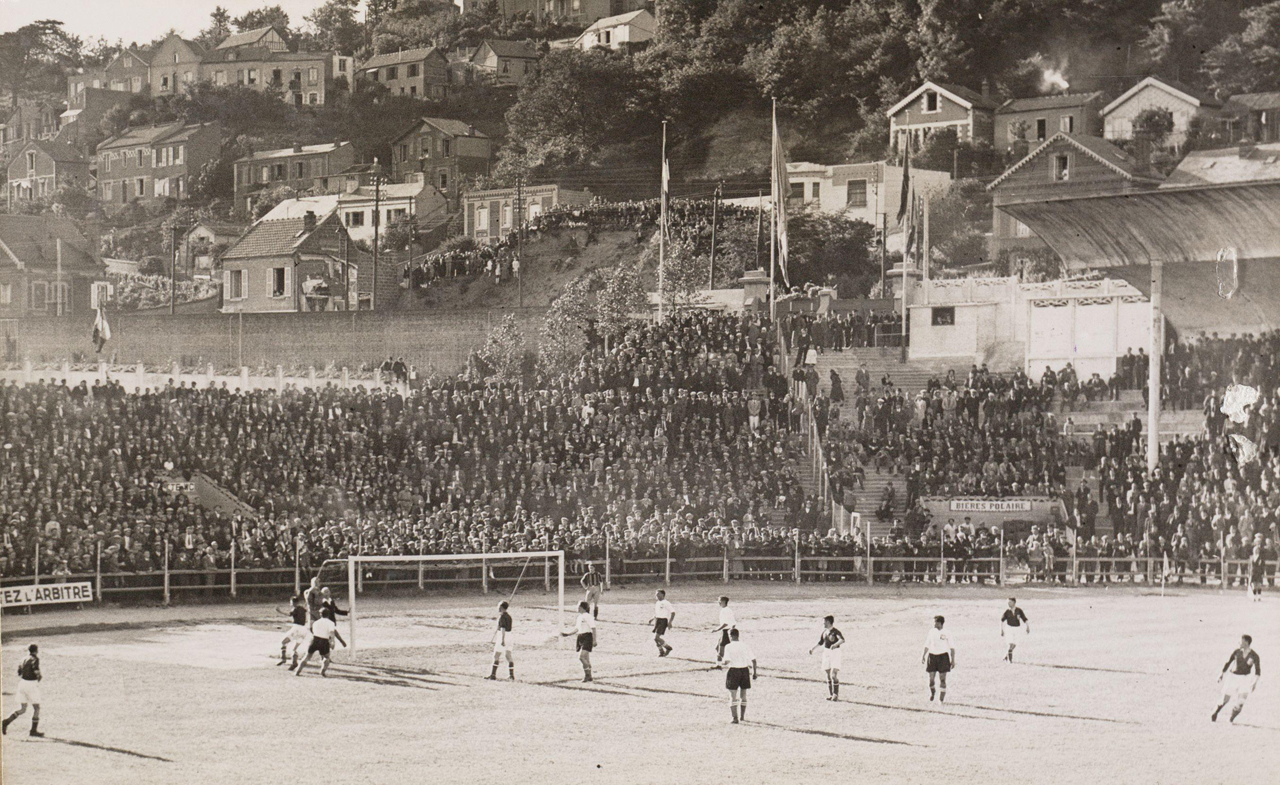
Стадіон у 1938 році під час матчу чемпіонату світу Нідерланди-Чехословаччина.

Під час другої світової війни, стадіон був повністю зруйнований. Він відновлений через кілька років і знову відкритий 14 січня 1951 року.
У 1971 році футбольний клуб «Гавр» покинув свою стару арену «Стад Каве Верт», який був відкритий ще у 1918 році і з того часу був домашньою ареною клубу. Натомість футбольний клуб став базуватись на сучасному «Стад Жуль Дешазо».
Максимальна місткість стадіону Жюль Дешазо становила 22 000 до моменту встановлення індивідуальних сидінь в середині 1990-х років. Це стадіон в англійському стилі, де трибуни максимально наближені до поля. 
Востаннє футбольний клуб «Гавр» зіграв на стадіоні 18.травня.2012 року, в матчі Ліги 2 проти «Анже» в останньому турі чемпіонату сезону 2011/12. Після цього клуб переїхав на новозбудований «Стад Осеан»
З сезону 2018/19 стадіон використовується для проведення домашніх матчів регбійним клубом «Гавр».

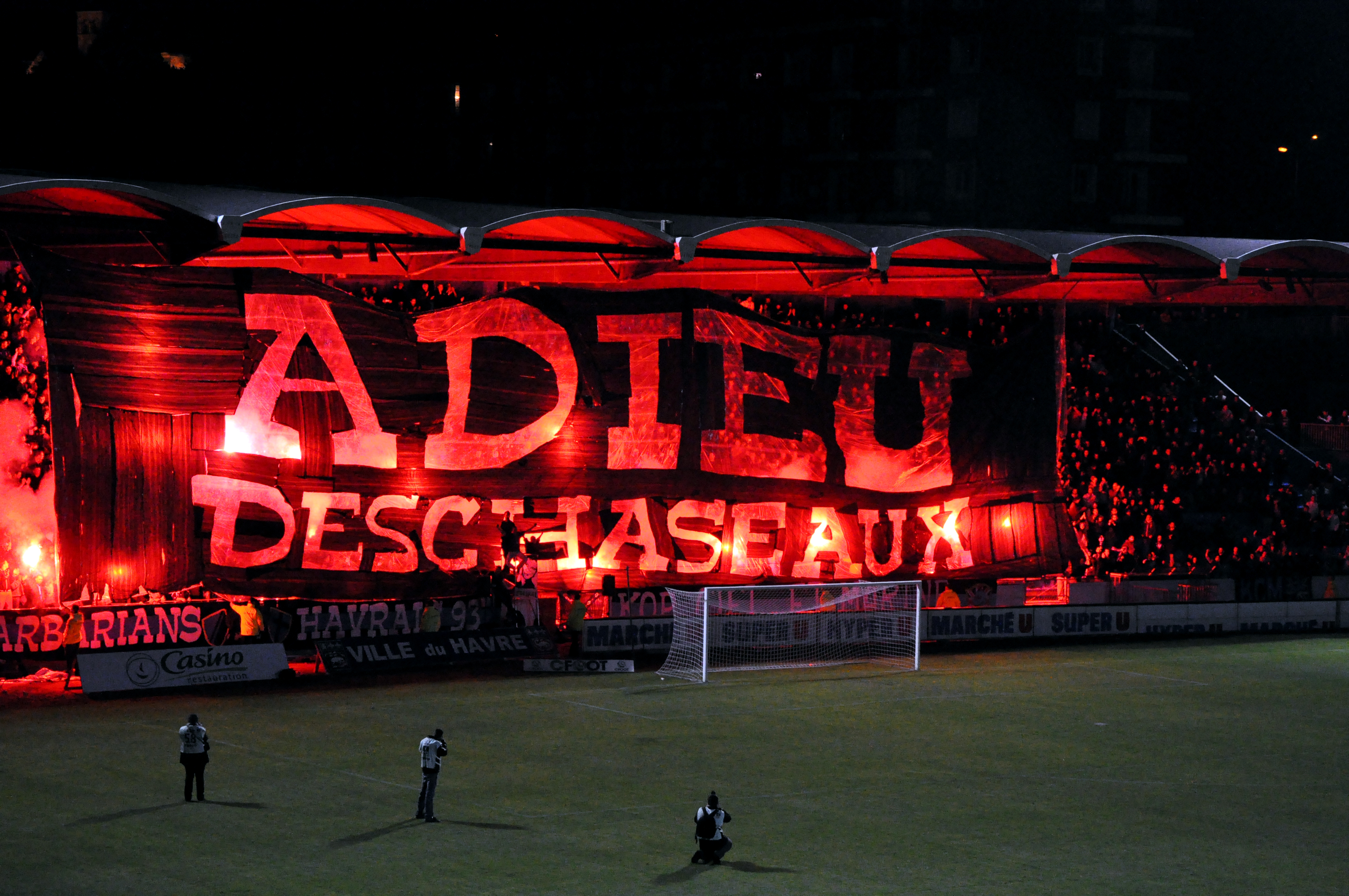
Останній матч «Гавра» на стадіоні. 18 травня 2012 року.

## Чемпіонат світу 1938 року
| Дата          | Збірні                      | Рахунок | Раунд        | Глядачів |
| ------------- | --------------------------- | ------- | ------------ | -------- |
| 5 червня 1938 | Чехословаччина – Нідерланди | 3 – 0   | Перший раунд | 11.000   |